# 東京興映
東京興映株式会社（とうきょうこうえい）は、かつて存在した日本の映画製作・配給会社である。前身は同社創立者の小森白の独立プロダクションであった小森白プロダクション（こもりきよしプロダクション、略称・小森プロ、K.P.C.）。

## 沿革
- 1964年3月 - 前身の小森白プロダクション（K.P.C.）事業開始[3]
- 1966年3月8日 - 設立[1][2]
- 1973年12月 - 活動停止[15]

## 概要

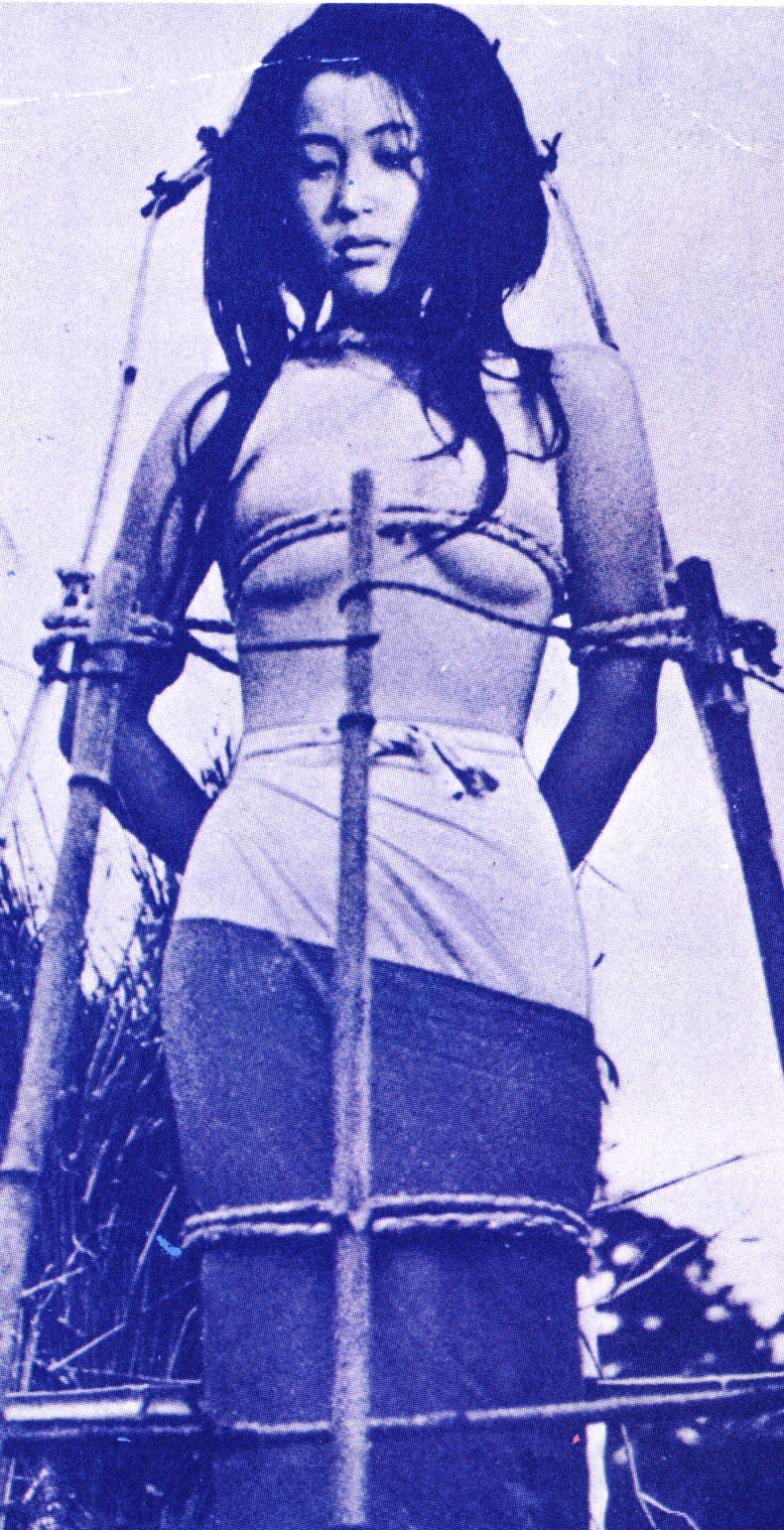
同社前身・小森白プロダクションが製作した『日本拷問刑罰史』（1964年）公開時の宣伝材料写真。

### 前史
1966年（昭和41年）3月8日、元新東宝の監督であった小森白（1920年 - 2003年）が東京都中央区銀座東4丁目4番地（現在の銀座4丁目9番2号）の畜産会館（現在のソラリア西鉄ホテル銀座）に設立した。『日本映画発達史』の田中純一郎は、同書のなかで同社の設立を「1964年3月」としているが、これは同社の前身の製作会社小森白プロダクション（K.P.C.）の事業開始年月である。新東宝が1961年（昭和36年）8月31日に倒産した後、小森は新東宝前社長の大蔵貢の大蔵映画が製作した大作『太平洋戦争と姫ゆり部隊』に取り組み、同作は翌1962年（昭和37年）4月7日に大々的に公開されたものの、興行的には失敗した。
1963年（昭和38年）には、前年に設立された新東宝興業（代表・岩垣保章）が製作したオムニバス映画『日本残酷物語』に中川信夫・高橋典とともに参加、同作は同年6月22日に公開されている。この新東宝興業とは別に、中部新東宝興業（代表・桑原正衛）、九州新東宝興業（代表・八木有松）、北海道新東宝興業（代表・山岸義治）を創立、独立採算制になっていた。この体制において、新東宝興業が配給する新作を製作するために、小森が立ち上げた個人プロダクションが小森白プロダクション（K.P.C.）であった。同プロダクションにおいて小森は、製作者としてクレジットされ、「大滝翠」の名で自ら監督した。
第1作は1964年（昭和39年）4月に公開された成人映画『0歳の女』、第2作は同年5月26日に公開された『青い乳房の埋葬』であるが、第2作の主演に抜擢した森美佐（森美沙、のちの梓英子）をかかえ、小森は育てていくことにした。同年10月27日に公開された小森の監督作『日本拷問刑罰史』はヒットし、主演の森美沙は話題になった。1965年（昭和40年）6月に公開された渡辺護の監督第1作『あばずれ』（扇映画）では、同作の主役に森美沙を借りようと渡辺は小森に交渉したが、貸してくれなかったという。ところがその後、森美沙は同社を辞めてしまい、同年8月7日公開の『若いしぶき』（監督八木美津雄、松竹）に出演、同作での役名をそのまま取って「梓英子」と改名した。
同プロダクションは、同年12月には、寺坂プロダクションの寺坂徹と組んで、福田晴一が監督する『爛熟』を製作、もはや小森の個人プロダクションという性格を超え始めた。

### 製作・配給を行う
東京興映は、その設立にあたって、常務取締役に寺田千代松（1910年 - 没年不詳）を迎えている。寺田は、東宝営業部から初代社長・佐生正三郎（1898年 - 1971年）とともに新東宝に入社し、大蔵社長時代には中部支社長であった。新東宝興業社長の岩垣は寺田と同年代であり、九州新東宝の八木は同期、中部新東宝の桑原は5歳下であった。同社は札幌市に北海道支社を置き、支社長には北海道新東宝の山岸が大蔵社長時代に部下としていた船橋六郎が就任した。このようにして、東京興映は、旧・新東宝の最後のエース監督であった小森白が製作、営業畑の重鎮であった寺田を配給のそれぞれ責任者として持った会社であった。したがって、自社でもブッキングが可能であったが、1964年4月16日に大阪に設立された新東宝興業関西（代表・一ッ家貞治、現在の新東宝映画）と配給提携するパターンが多かった。同社と同様に新東宝興業と配給提携を行った葵映画の西原儀一によれば、東京興映は「新東宝映画の製作部と考えた方がいい」「下請けですから。配給はしてませんでした」と回想するが、実際には上記のように営業担当重役を置き、営業支社を構えていた。西原は自らの経営が支払等きっちりしており信用があったのと同様に「小森白さんもお金に堅いんで」と証言しており、東京興映にも経営に関する悪い評判はなかったという。
小森が独立プロダクションとして映画製作を開始した当時に中部新東宝興業の代表であった桑原正衛は、1965年5月26日に関東ムービー配給社を設立、映画の製作・配給を開始しており、新東宝興業系列の興行地図も変化があった。東京興映は、初期においては、純粋な配給会社として、前述の寺坂プロダクションのほか、宮西四郎の宮西プロダクション、大西孝典の映建工芸、加山恵子の加山プロダクション、上松宗夫の上松プロダクション等の製作物を配給することもあった。三田浩の東京企画、祖父江羊己の中映プロダクションですでに監督として作品を発表していた大野裕司（1935年 - ）が、同年、同社に助監督として入社、翌1967年（昭和42年）には監督に昇進、同社ではおもに「橘明」「堀越善明」の名で監督した。1965年6月の監督第1作『あばずれ』以来、斎藤邦唯（1929年 - ）の扇映画で作品を発表していた渡辺護（1931年 - 2013年）が、小森が渡辺と共同で製作した渡辺の監督第11作『情夫と情婦』（1967年4月公開）を小森は評価し、同社に入社する。このとき渡辺は小森に請われ、「戦力となる監督」として山本晋也（1937年 - ）を推薦している。同年10月に公開された美矢かほる、谷ナオミ、辰巳典子が共演した『悪道魔十年』は、小森、渡辺、山本の3人が監督した作品であり、同作の企画は渡辺が立案したものである。

### 名作・ヒット作
しかしながら、渡辺は翌1968年（昭和43年）には1作も同社で作品を発表することなく、同社を離れることになる。したがって同社は、山本晋也を中心に作品製作を行うことになり、1969年（昭和44年）には、山本のフル稼働による量産に加えて、大野裕司が橘明の名で監督昇進、助監督でありすでに脚本家としてはデビューしていた原良輔の監督昇進、志賀隆や酒匂真直の参加を得て、同社は、45作もの作品を発表した。のちにシリーズ化していく山本晋也の監督作『未亡人下宿』も『女湯物語』も、いずれもこの時期の同社が製作し、いずれも同年6月に公開されている。
2年間にわたり同社を離れていた渡辺護は、山本晋也が仲介して小森白と和解、1970年（昭和45年）4月、『シロクロ夫婦』を監督して同社に復帰する。渡辺は、同社を離れていた時期に星光一郎の関東映配（のちの大東映画）と提携関係をすでに築いており、当時の渡辺の代表作とされる『男ごろし 極悪弁天』（1969年）、『おんな地獄唄 尺八弁天』（1970年）、『濡れ弁天御開帳』（1971年）の三部作、ならびに『(秘)湯の街 夜のひとで』（1970年）は、関東映配（大東映画）で配給されている。同年12月に同社が製作した『観音開き・悪道女』は、小森の「弁天シリーズのようなものを撮れ」との要望に応えて、渡辺が監督した作品である。1971年（昭和46年）には、同年5月14日に逮捕されたことをきっかけに全貌が徐々に明るみに出た大久保清の連続殺人事件をモデルに、実際に犯行現場でロケーション撮影を敢行、報道された事実を日々書き足して撮影した『日本セックス縦断 東日本篇』（監督渡辺護）を製作、同作は同年7月に公開されて大ヒットを記録する。同社での渡辺の時代は短く、同作以降、渡辺は同社での監督作はなかった。同年10月には、同社で助監督を務めてきた栗原幸治（1940年 - 没年不詳）が『白い液』で監督に昇進した。同年9月に同社が製作・公開した『大色魔』（監督山本晋也）は、「日活ロマンポルノ裁判」（1980年無罪結審）の際に、同月に公開された葵映画の『女紋交悦』（監督小林悟）とともに、裁判のための参考試写作品に選定され、上映された。
1973年（昭和48年）5月に公開された『失神モーテル 強烈のぞき穴』を監督したのを最後に、山本晋也も同社を去る。同12月に公開された『勤務中セックス』（監督黒木剛）、ならびに『実録拷問性犯罪』（監督堀越善明）を最後に、同社は活動を停止する。小森白は引退、『映画年鑑 1973』にはすでに同社の北海道支社の記載はない。同支社長を務めていた船橋六郎は、のちに東京興映北海道という会社を設立、同社代表を務めつつ、札幌市内の札幌中映劇場（南4条西3丁目）支配人を同館の閉館（1984年）まで務めた。同社が第1作を手がけた『未亡人下宿』は、代々木忠のワタナベプロダクションが製作して、1974年（昭和49年）に『セミドキュメント 未亡人下宿』（主演青葉じゅん）として山本晋也がセルフリメイク、以降、製作会社は現代映像企画等に継承されつつ、1984年（昭和59年）12月22日公開の『愛染恭子の未亡人下宿』（主演愛染恭子、製作マイルストーン）に至るまでシリーズ化され、16作が製作され、日活の配給により公開された。
1975年までに日本シネマ、葵映画、国映、東京興映、新東宝の各社の作品が「新東宝配給」として統一
。

### 再評価
2011年（平成23年）10月23日・24日に神戸映画資料館で行われた「第三の伝説 追憶 向井寛の世界」の特集上映で、向井寛の日本芸術映画協会が製作し東京興映が新東宝興業と共同で配給した『秘伝腹芸十八番』が35mmフィルム版上映用プリントで上映された。

## 企業データ
- 社名 : 東京興映株式会社
- 所在地 : 東京都中央区銀座東4丁目4番地 畜産会館[1]
  - 新住居表示 : 東京都中央区銀座4丁目9番2号 畜産会館[2]（現在のソラリア西鉄ホテル銀座）

北緯35度40分15秒 東経139度46分2秒 / 北緯35.67083度 東経139.76722度
- 代表取締役社長 : 小森白 （1966年[1] - 1973年[2]）
  - 常務取締役 : 寺田千代松 （1966年[1] - 1971年前後[2]）
- 事業内容 : 映画の製作・配給
- 資本金 : 300万円
- 設立 : 1966年3月8日
- 地方事業所 : 北海道支社
  - 所在地 : 北海道札幌市中央区南2条西3丁目 家建ビル
  - 支社長 : 船橋六郎 （1966年[1] - 1971年前後[2]）
北緯43度3分29秒 東経141度21分13秒 / 北緯43.05806度 東経141.35361度

## おもなフィルモグラフィ
特筆以外は「製作」である。東京国立近代美術館フィルムセンター（NFC）等の所蔵状況についても記す。別題・改題、あるいは各データベースでの誤表記等もタイトル直後のカッコ内に列記した。

### プロダクション時代
- 『0歳の女』 : 製作小森白・前川元成、監督大滝翠、脚本西田洋、主演川部修詩・可能かづ子、配給新東宝興業、1964年4月公開（成人映画・映倫番号 13570） - 「小森プロダクション」名義で製作
- 『渇いた唇』 : 製作小森白、監督・脚本大滝翠、主演森美沙・川部修詩、配給新東宝興業、1964年9月2日公開（成人映画・映倫番号 13696） - 「小森プロダクション」名義で製作
- 『日本拷問刑罰史』 : 製作小森白・前川元成・三浦恭裕、企画並木謹也、監督小森白、原作名和弓雄、脚色吉田義昭、主演森美沙・松島洋子、配給新東宝興業、1964年10月27日公開（成人映画・映倫番号 13749） - 「小森白プロダクション」名義で製作[4]、82分の上映用ポジプリントをNFCが所蔵[49]
- 『入れ墨お蝶』 : 製作大山日出夫、監督大滝翠、脚本新納三郎、主演若杉嘉津子・森下和子、配給国映、1964年12月29日公開（成人映画・映倫番号 13799） - 「白映プロダクション」名義で製作

- 『美人局』（つつもたせ） : 監督小森白、主演牧和子、配給新東宝興業、1965年6月公開（成人映画・映倫番号 14015） - 「K.P.C.」名義で製作、上映用ポジプリントをNFCが所蔵[48]
- 『絶倫』 : 監督小森白、主演橘桂子、配給新東宝興業、1965年8月公開（成人映画・映倫番号 14097） - 「K.P.C.」名義で製作
- 『情死』 : 監督小森白、主演藤川亜紀、配給新東宝興業、1965年10月公開（成人映画・映倫番号 14193） - 「K.P.C.」名義で製作
- 『女ざかり』[23]（別題『女の一髪』[23]） : 製作小林一二三、監督小森白、主演橘桂子・里見孝二、配給新東宝興業、1965年11月公開（成人映画・映倫番号 14278） - 「K.P.C.」名義で製作

- 『爛熟』[23]（『燗熟』[5]） : 製作寺坂徹、監督福田晴一、脚本西田洋、主演牧和子、配給新東宝興業、1966年1月公開（1965年12月公開とも、成人映画・映倫番号 14318） - 「K.P.C.」名義で寺坂プロダクションと共同で製作
- 『毛』 : 製作高木享、監督小森白、主演多摩みゆき、配給新東宝興業、1966年3月公開（2月公開[23]・4月公開とも[5]、成人映画・映倫番号 14406） - 「K.P.C.」名義で製作

### 1966年
- 『玉ころがし』 : 製作高木享、監督小森白、主演松井康子・内田高子、配給新東宝興業、1966年4月公開（成人映画・映倫番号 14450） - 製作（「東興映画」名義とも[23]）
- 『私は見られた』 : 監督小森白、脚本南一穂、主演香取環、1966年6月公開（成人映画・映倫番号 14521） - 製作・配給
- 『新拷問刑罰史 拷問』 : 製作・企画・監督小森白、脚本高木享・小森白、主演香取環、1966年7月公開（成人映画・映倫番号 不明） - 「小森プロダクション」名義で製作・新東宝興業関西と共同で配給、73分の上映用ポジプリントをNFCが所蔵[49]
- 『女高生のふるえ』 : 製作宮西四郎、企画大滝翠、監督横井充（桂井充とも[23]）、脚本西田洋、主演山仲溪子・新高恵子、製作宮西プロダクション（真映企画とも[23]）、1966年7月公開（6月公開とも[23]、成人映画・映倫番号 14547） - 配給
- 『甘い吐息』 : 監督大西孝典、脚本飛田五郎、主演谷口朱里、製作映建工芸、1966年9月公開（成人映画・映倫番号 14573） - 配給
- 『激痛』 : 監督小森白、主演新賀寿美子、1966年9月公開（成人映画・映倫番号 不明） - 製作・配給
- 『結婚より同棲』 : 製作小森白・寺坂徹、監督福田晴一、主演美矢かほる、製作寺坂プロダクション、1966年10月公開（成人映画・映倫番号 不明） - 配給
- 『随喜の涙』 : 製作山脇一男、監督小森白、脚本大坂三郎、主演加山恵子、製作加山プロダクション、1966年11月公開（成人映画・映倫番号 不明） - 配給、上映用ポジプリントをNFCが所蔵[48]
- 『0番地の女』 : 監督小森白、主演美矢かほる、1966年12月公開（成人映画・映倫番号 不明） - 製作・配給
- 『結婚詐欺』 : 製作寺坂徹、監督福田晴一、脚本岡知巳、主演美矢かほる、1966年12月公開（成人映画・映倫番号 不明） - 製作・配給
- 『処女生態』 : 監督小森白、主演美矢かほる、1966年12月公開（成人映画・映倫番号 不明） - 製作・配給[4]

### 1967年
- 『残忍』 : 監督小森白、主演松井康子、1967年2月公開（成人映画・映倫番号 不明） - 製作・配給
- 『あやまち』 : 監督福田晴一、主演美矢かほる、製作寺坂プロダクション、1967年3月公開（成人映画・映倫番号 不明） - 配給
- 『美女拷問』 : 製作上原貞郎、監督小森白、脚本鳴滝三郎、主演美矢かほる、1967年4月公開（成人映画・映倫番号 不明） - 製作・配給、上映用ポジプリントをNFCが所蔵[48]
- 『完全なるけっこん』[5]（『完全なる結婚』[9]） : 監督山本晋也、主演左京未知子、配給新東宝興業、1967年7月2日公開（成人映画・映倫番号 14948）
- 『蛇淫』 : 監督福田晴一（小森白とも[5]）、主演水城リカ、1967年7月11日公開（成人映画・映倫番号 14977） - 製作・配給、上映用ポジプリントをNFCが所蔵[48]
- 『快楽の罠』 : 製作・出演日高綾子、製作・監督深田金之助、脚本八束基、主演加山恵子、製作創作8プロダクション、1967年7月11日公開（成人映画・映倫番号 不明） - 配給
- 『肉刑』 : 監督小森白、主演美矢かほる、1967年8月5日公開（成人映画・映倫番号 15010） - 製作・配給、上映用ポジプリントをNFCが所蔵[48]
- 『若い女に手を出すな』 : 監督大西孝典、製作映建工芸、1967年8月11日公開（成人映画・映倫番号 14909） - 配給
- 『ハダカで今晩は』 : 監督大西孝典、製作映建工芸、1967年9月12日公開（成人映画・映倫番号 14908） - 配給
- 『処女残酷』 : 監督渡辺護、主演加山恵子、1967年10月3日公開（成人映画・映倫番号 15051） - 製作・配給、上映用ポジプリントをNFCが所蔵[48]
- 『暴欲の色布団』 : 監督渡辺護、主演谷ナオミ、製作わたなべプロダクション、1967年10月17日公開（成人映画・映倫番号 15074） - 配給
- 『現代・愛の辞典 知りたい年頃（英語版）』 : 監督渡辺護、主演谷ナオミ、製作わたなベプロダクション、1967年10月公開（成人映画・映倫番号 不明） - 配給
- 『悪道魔十年』[31][48]（『悪道庵十年』[9]） : 総監督小森白、監督渡辺護・山本晋也、脚本五代斗志夫、主演美矢かほる・谷ナオミ・辰巳典子、1967年10月公開（成人映画・映倫番号 不明） - 製作・配給、上映用ポジプリントをNFCが所蔵[48]
- 『惨奇 性体実験』 : 監督小森白、主演谷ナオミ、1967年11月21日公開（成人映画・映倫番号 15091） - 製作・配給
- 『変質者』 : 監督山本晋也、主演山谷初男・谷ナオミ、製作若松プロダクション、1967年12月5日公開（成人映画・映倫番号 15065） - 配給
- 『女体国際市場』 : 監督小森白・渡辺護、主演美矢かほる、1967年公開（成人映画・映倫番号 不明） - 製作・配給
- 『密通刑罰史』 : 監督小森白、主演美矢かほる、1967年公開（成人映画・映倫番号 不明） - 製作・配給、上映用ポジプリントをNFCが所蔵[48]
- 『後家ごろし』 : 監督福田晴一、主演松井康子、1967年公開（成人映画・映倫番号 不明） - 製作・配給
- 『肉の爪あと』 : 監督大野裕司[50]、1967年公開（成人映画・映倫番号 不明）

### 1968年
- 『急所攻め』 : 製作上松宗夫、監督向井寛、主演一星ケミ、製作上松プロダクション、1968年4月公開（成人映画・映倫番号 15322） - 配給
- 『極秘 女拷問（英語版）』 : 監督小森白、主演谷ナオミ、配給新東宝興業、1968年4月公開（成人映画・映倫番号 15348）
- 『婚前交情記』 : 監督山本晋也、主演大月麗子、配給新東宝興業、1968年5月公開（成人映画・映倫番号 15300）
- 『裸女地獄』 : 監督小森白、主演美矢かほる、配給新東宝興業、1968年6月公開（成人映画・映倫番号 15313）
- 『変態処女』 : 監督山本晋也、主演星リナ、配給新東宝興業、1968年7月公開（成人映画・映倫番号 15435）
- 『暴行犯』 : 監督山本晋也、主演林美樹、配給新東宝興業、1968年7月公開（成人映画・映倫番号 15392）
- 『凄艶 四所斬り』[5][10]（『凄絶 四所斬り』[10]） : 監督小森白、主演美矢かほる、配給新東宝興業、1968年8月公開（成人映画・映倫番号 15474）
- 『実話レポート アベック旅館（英語版）』（『実話レポート アベック旅情』[10]『アベック旅館』[5]） : 製作・企画団大作、監督山本晋也、脚本原良輔、主演田辺美意子、配給新東宝興業、1968年9月公開（成人映画・映倫番号 15483）
- 『色極道』[5]（『色板道』[10]『色獄道』[10]） : 監督小森白、主演武藤周作、配給新東宝興業、1968年11月公開（成人映画・映倫番号 15599） - 製作、上映用ポジプリントをNFCが所蔵[48]
- 『裸色殺法 ぬき身』 : 監督小森白、主演嵯波美也子、配給新東宝興業、1968年12月公開（成人映画・映倫番号 15649）

- 『現代夫婦読本』 : 監督山本晋也、主演美矢かほる、配給新東宝興業、1968年公開（成人映画・映倫番号 不明）
- 『処女の生理』 : 監督山本晋也、主演浜田ユミ、配給新東宝興業、1968年公開（成人映画・映倫番号 不明）
- 『肉泥棒』 : 監督酒匂真直、主演千月のり子、配給新東宝興業、1968年公開（成人映画・映倫番号 不明）
- 『真昼の強姦』 : 監督山本晋也、主演武藤周作、配給新東宝興業、1968年公開（成人映画・映倫番号 不明）

### 1969年
- 『女体谷渡り』 : 監督橘明、主演不明、配給新東宝興業関西、1969年1月公開（成人映画・映倫番号 15714）
- 『新・寝上手』 : 監督山本晋也、主演美矢かほる、配給新東宝興業関西、1969年1月公開（成人映画・映倫番号 15614）
- 『日本裸絵巻』[11] （『日本裸女絵巻』[5]） : 監督小森白、主演大月麗子、配給新東宝興業関西、1969年1月公開（成人映画・映倫番号 15700）
- 『セックス・コレクター 腿切り魔』 （『腿切り魔』[5]） : 企画・製作団大作、監督山本晋也、主演野上正義・浜田ミエ、配給新東宝興業関西、1969年2月公開（成人映画・映倫番号 15679） - 新東宝興業関西と共同で製作・配給
- 『0をつき上げろ』 : 監督酒匂真直、主演白川和子、配給新東宝興業関西、1969年2月公開（成人映画・映倫番号 15728）
- 『貞操帯』 : 企画・製作清一世、監督山本晋也、主演林美樹、配給新東宝興業、1969年2月公開（成人映画・映倫番号 不明） - 製作、上映用ポジプリントをNFCが所蔵[48]
- 『新美人局 つつもたせ』（『新つつもたせ』[5]） : 企画・製作清一世、監督橘明、主演嵯波美也子、配給新東宝興業関西、1969年3月公開（成人映画・映倫番号 15780）
- 『極道女高生』 : 監督中川亘、主演不明、配給新東宝興業、1969年3月公開（成人映画・映倫番号 15760）
- 『女の獄門』（『おんなの獄門』[48]） : 企画・製作清一世、監督萩原遼、脚本入江拓、主演嵯波美也子、配給新東宝興業、1969年3月25日審査・4月公開（成人映画・映倫番号 不明） - 製作、上映用ポジプリントをNFCが所蔵[48]
- 『女色痴態』 : 監督山本晋也、主演林美樹、配給新東宝興業、1969年3月審査・公開（成人映画・映倫番号 不明）
- 『色欲三重奏 だまされた女狐』（『だまされた女狐』） : 監督酒匂真直（渡辺護とも）、主演白川和子、配給新東宝興業（関東ムービー配給社とも）、1969年4月公開（成人映画・映倫番号 15817） - 製作（日本芸術映画協会とも）
- 『セックスの暴発』 : 企画・製作清一世、監督橘明、脚本入江拓、主演真湖道代、配給新東宝興業、1969年4月公開（成人映画・映倫番号 不明）
- 『痴漢の限界』 : 企画・製作清一世、監督山本晋也、脚本原良輔、主演北村淳・清水世津、配給新東宝興業、1969年4月審査・公開（成人映画・映倫番号 不明） - 新東宝興業関西と共同で製作・配給、上映用ポジプリントをNFCが所蔵[48]
- 『異常の性 年上の女』 : 企画・製作清一世、監督萩原遼、脚本入江拓、主演乱孝寿、配給新東宝興業、1969年4月公開（成人映画・映倫番号 不明）
- 『女湯物語』[11] : 企画団大作、監督山本晋也、脚本原良輔、主演小島マリ、配給新東宝興業、1969年6月公開（成人映画・映倫番号 不明） - 製作
- 『女犯刑罰史』 : 監督萩原遼、主演真湖道代、配給新東宝興業、1969年4月25日審査・6月公開（成人映画・映倫番号 不明） - 製作、上映用ポジプリントをNFCが所蔵[48]
- 『女湯三助物語』[11] : 企画・製作清一世、監督山本晋也、脚本原良輔、主演小島マリ・堺勝朗、配給新東宝興業、1969年4月25日審査・6月公開（成人映画・映倫番号 15878） - 製作（山本晋也オールカラー第1回作品）
- 『情痴逆さ吊り』 : 企画・製作清一世、監督萩原遼、脚本入江拓、主演美矢かほる、配給新東宝興業、1969年6月公開（成人映画・映倫番号 15927） - 製作、上映用ポジプリントをNFCが所蔵[48]
- 『未亡人下宿』 : 企画・製作清一世、監督山本晋也、脚本原良輔、主演森美千代・小島マリ、配給新東宝興業、1969年6月公開（成人映画・映倫番号 15916）
- 『いろ卍』（『いろ＋』[11]） : 企画・製作清一世、監督橘明、脚本入江拓、主演林美樹、配給新東宝興業、1969年7月公開（成人映画・映倫番号 不明）

- 『秘伝腹芸十八番』 : 監督向井寛、主演藤井貢・火鳥こずえ、製作日本芸術映画協会、1969年5月審査・6月公開（成人映画・映倫番号 15918） - 新東宝興業と共同で配給[43]、72分の35mmフィルム版上映用プリントが現存[42]
- 『据え膳夜話』[11]（『据膳夜話』[44]） : 監督橘明、主演美矢かほる、配給新東宝興業、1969年6月17日審査・7月公開（成人映画・映倫番号 15932）
- 『恥かしめ』 : 監督萩原遼、主演一星ケミ、配給新東宝興業、1969年6月30日審査・7月公開（成人映画・映倫番号 15956） - 製作、上映用ポジプリントをNFCが所蔵[48]
- 『性科相談 完全なる避妊』[44]（『完全なる避妊』） : 監督山本晋也、主演桜英美子、配給新東宝興業、1969年7月4日審査・同月公開（成人映画・映倫番号 15965）
- 『初夜の条件』 : 製作名護社、監督・脚本大杉虎、主演美矢かほる、配給新東宝興業、1969年7月31日審査・同月公開（成人映画・映倫番号 不明）
- 『尻軽娘』 : 監督原良輔、主演不明、配給新東宝興業、1969年7月31日審査・8月公開（成人映画・映倫番号 16004）
- 『新妻交換』 : 監督山本晋也、主演古城かほり、配給新東宝興業、1969年7月21日審査・8月公開（成人映画・映倫番号 15992） - 製作、上映用ポジプリントをNFCが所蔵[48]
- 『家出娘』 : 企画・製作村越勇、監督橘明、主演一星ケミ、配給新東宝興業、1969年8月公開（成人映画・映倫番号 15979）
- 『独身処理』[44] : 監督橘明、配給新東宝興業、1969年7月31日審査・8月公開（成人映画・映倫番号 16012）
- 『後家部落』 : 企画・製作清一世、監督山本晋也、主演古城かほり、配給新東宝興業、1969年8月12日審査・同月公開（成人映画・映倫番号 16016）
- 『色乱舞』 : 監督橘明、主演不明、配給新東宝興業、1969年8月28日審査・公開（成人映画・映倫番号 不明）
- 『乱れたセーラー服』 : 監督山本晋也、主演不明、配給新東宝興業、1969年8月28日審査・公開（成人映画・映倫番号 不明）
- 『性病(秘)特別白書』 : 監督山本晋也、主演不明、配給新東宝興業、1969年9月20日審査・公開（成人映画・映倫番号 不明）
- 『濡れ肌仁義』 : 監督橘明、主演不明、配給新東宝興業、1969年9月22日審査・10月公開（成人映画・映倫番号 16057）
- 『異常集団』 : 企画清一世、監督志賀隆、脚本西田洋、主演江島祐子、配給新東宝興業、1969年9月26日審査・10月公開（成人映画・映倫番号 16073）
- 『桃色秘密ルート』 : 企画・製作清一世、監督橘明、脚本入江拓、主演江島祐子、配給新東宝興業、1969年10月7日審査・同月公開（成人映画・映倫番号 16089）
- 『売春うら裏』 : 監督山本晋也、主演珠瑠美、配給新東宝興業、1969年10月31日審査・公開（成人映画・映倫番号 不明）
- 『毒ある経験』 : 監督志賀隆、主演白川和子、配給新東宝興業、1969年10月31日審査・公開（成人映画・映倫番号 不明）
- 『女と点と線』 : 監督山本晋也、主演瀬川ルミ、1969年11月13日審査・公開（成人映画・映倫番号 不明）
- 『現代大悪女伝』[44]（『現代悪女伝』） : 監督大滝翠、主演嵯波美也子、配給新東宝興業、1969年11月18日審査・公開（成人映画・映倫番号 不明） - 製作、上映用ポジプリントをNFCが所蔵[48]
- 『浮世院参り』 : 監督橘明、配給新東宝興業、1969年12月3日審査・公開（成人映画・映倫番号 不明） - 製作、上映用ポジプリントをNFCが所蔵[48]
- 『女性自身』 : 監督志賀隆、主演白川和子、配給新東宝興業、1969年12月9日審査・公開（成人映画・映倫番号 不明）
- 『性と生活百年史』 : 監督小森白、配給新東宝興業、1969年12月25日審査・公開（成人映画・映倫番号 不明） - 製作、上映用ポジプリントをNFCが所蔵[48]
- 『土手くずし』 : 監督原良輔、配給新東宝興業、1969年12月25日審査・公開（成人映画・映倫番号 不明）
- 『続女湯 番台実話物語』 : 監督山本晋也、配給新東宝興業、1969年12月29日審査・公開（成人映画・映倫番号 不明）

### 1970年
- 『色喰い姐御』 : 監督橘明、1970年1月20日審査・公開（成人映画・映倫番号 不明）
- 『人妻色しぐれ』 : 監督志賀隆、1970年2月10日審査・公開（成人映画・映倫番号 不明）
- 『女教師の性教育』 : 監督山本晋也、1970年2月27日審査・公開（成人映画・映倫番号 不明）
- 『はめ絵遊び』 : 監督志賀隆、1970年3月30日審査・公開（成人映画・映倫番号 不明）
- 『女医の性徴期』 : 監督山本晋也、1970年3月31日審査・公開（成人映画・映倫番号 不明）
- 『性の防波堤』 : 監督橘明、1970年4月17日審査・公開（成人映画・映倫番号 不明）
- 『ボインと痴漢』 : 監督山本晋也、配給新東宝興業、1970年4月22日審査・公開（成人映画・映倫番号 不明） - 製作、上映用ポジプリントをNFCが所蔵[48]
- 『人間と性』（にんげんとセックス） : 監督大滝翠、配給新東宝興業、1970年4月27日審査・公開（成人映画・映倫番号 不明） - 製作、上映用ポジプリントをNFCが所蔵[48]
- 『シロクロ夫婦』 : 監督渡辺護、1970年4月27日審査・公開（成人映画・映倫番号 不明）
- 『娘の性道徳』 : 監督志賀隆、1970年5月11日審査・公開（成人映画・映倫番号 不明）
- 『甘いうずき』 : 監督橘明、1970年5月29日審査・公開（成人映画・映倫番号 不明）
- 『濡れ濡れ夫婦・行っちゃいや』 : 監督橘明、1970年6月4日審査・公開（成人映画・映倫番号 不明）
- 『女高生情婦』 : 監督志賀隆、1970年6月16日審査・公開（成人映画・映倫番号 不明）
- 『女湯・女湯・女湯』 : 監督山本晋也、1970年6月29日審査・公開（成人映画・映倫番号 不明）
- 『つれこみ天国』 : 監督志賀隆、1970年7月23日審査・公開（成人映画・映倫番号 不明）
- 『ハレンチ姉妹』 : 監督山本晋也、1970年7月28日審査・公開（成人映画・映倫番号 不明）
- 『夜の情報・ネオン風呂』 : 監督橘明、1970年8月4日審査・公開（成人映画・映倫番号 不明）
- 『女蕩しの条件』 : 監督山本晋也、1970年8月24日審査・公開（成人映画・映倫番号 不明）
- 『好色女番長』 : 監督志賀隆、1970年9月10日審査・公開（成人映画・映倫番号 不明）
- 『モーレツ娘四十八態』 : 監督北小路辰男、1970年9月21日審査・公開（成人映画・映倫番号 不明）
- 『女医のセックス診断』 : 監督山本晋也、1970年10月20日審査・公開（成人映画・映倫番号 不明）
- 『濡れ濡れアベック・もうやめて』 : 監督橘明、1970年11月6日審査・公開（成人映画・映倫番号 不明）
- 『ある女高生の記録・16歳の経験』[45]（『16歳の経験』[5][12]） : 監督渡辺護、配給新東宝興業、1970年11月6日審査・公開（成人映画・映倫番号 16569）
- 『新婚・性と愛の手帳』 : 監督山本晋也、配給新東宝興業、1970年11月16日審査・公開（成人映画・映倫番号 16581）
- 『女風呂とボイン』 : 監督山本晋也、配給新東宝興業、1970年11月19日審査・公開（成人映画・映倫番号 16593）
- 『観音開き・悪道女』 : 監督渡辺護、主演林美樹、配給新東宝興業、1970年12月2日審査・公開（成人映画・映倫番号 不明） - 製作、上映用ポジプリントをNFCが所蔵[48]
- 『女は夜開く』 : 監督大滝翠、1970年12月19日審査・公開（成人映画・映倫番号 不明）

### 1971年
- 『日本恥部物語』 : 監督渡辺護・山本晋也・小森白[45]、1970年12月28日審査・1971年1月公開（成人映画・映倫番号 16633）
- 『御存知女湯・のぞいてのぞいて大作戦』[45]（『のぞいてのぞいて大作戦』[5]） : 監督山本晋也、1970年12月28日審査・1971年1月公開（成人映画・映倫番号 16629）
- 『ヒモと銭牝』 : 監督渡辺護、1971年1月6日審査・2月公開（成人映画・映倫番号 16635）
- 『女房交換 女の小道具』[46]（『女の小道具』[5][13]） : 監督山本晋也、1971年1月30日審査・2月公開（成人映画・映倫番号 16665）
- 『寝床妻』 : 製作清一世、監督渡辺護、脚本山下守、主演東祐里子、1971年2月27日審査・3月公開（成人映画・映倫番号 16692）
- 『女の抜け穴』 : 監督大野裕司、1971年2月27日審査・4月公開（成人映画・映倫番号 16702）
- 『脱がせて脱がせて大勝負』[5][13][46] : 製作清一世、企画黒井清次、監督山本晋也、原作・脚本原良輔、主演島江利子、1971年3月1日審査・同月公開（成人映画・映倫番号 16706） - 製作・配給、69分の上映用ポジプリントをNFCが所蔵[5]
- 『痴漢百態』 : 監督山本晋也、1971年3月22日審査・公開（成人映画・映倫番号 不明）
- 『泣かせ上手』 : 監督渡辺護、1971年3月22日審査・公開（成人映画・映倫番号 不明）
- 『犯される十六歳』 : 監督渡辺護、1971年3月31日審査・公開（成人映画・映倫番号 不明）
- 『夜ごとにぬれる女』 : 監督渡辺護、1971年3月31日審査・公開（成人映画・映倫番号 不明）
- 『性医学カードより・結婚』[46]（『性医学カード 結婚』[5][13]） : 監督山本晋也、1971年4月26日審査・5月公開（成人映画・映倫番号 16766）
- 『ボインと制服』 : 監督山本晋也、1971年5月18日審査・同月公開（成人映画・映倫番号 16792）
- 『身上相談 セックス百科事典』[46]（『セックス百科事典』[5][13]） : 監督渡辺護、主演東祐里子、1971年6月8日審査・同月公開（成人映画・映倫番号 16794）
- 『愛のベッドイン』[46]（『愛のベットイン』[5][13]） : 監督山本晋也、1971年6月11日審査・同月公開（成人映画・映倫番号 16822）
- 『大胆な密戯』 : 監督大野裕司、1971年7月1日審査・公開（成人映画・映倫番号 不明）
- 『ふたり妻 感度良好』[46]（『二人妻感度良好』[13]） : 監督山本晋也、1971年7月10日審査・同月公開（成人映画・映倫番号 不明）
- 『日本セックス縦断 東日本篇』[48]（『日本セックス縦断』[46]『ニッポンセックス縦断 東日本篇』[13]『ニッポンセックス継断東関東篇』[5]） : 監督渡辺護、主演今泉洋、1971年7月10日審査・同月公開（成人映画・映倫番号 16849） - 製作、『日本セックス縦断 東日本篇』題の上映用ポジプリントをNFCが所蔵[48]
- 『悶える性本能』 : 監督大野裕司、1971年8月3日審査・公開（成人映画・映倫番号 不明）
- 『エロ漢三代』 : 監督山本晋也、1971年8月16日審査・公開（成人映画・映倫番号 16890）
- 『赤い性 犯す!』[48]（『赤い性犯』[13]） : 監督大野裕司、配給新東宝興業、1971年8月27日審査・公開（成人映画・映倫番号 不明） - 製作、『赤い性 犯す!』題の上映用ポジプリントをNFCが所蔵[48]
- 『大色魔』 : 監督山本晋也、配給新東宝興業、1971年9月7日審査・公開（成人映画・映倫番号 16902） - 製作、上映用ポジプリントをNFCが所蔵[48]
- 『女泣かせ一発勝負』 : 企画清一世、監督山本晋也、主演高見由紀、1971年9月25日審査・同月公開（成人映画・映倫番号 16925）
- 『白い液』 : 監督栗原幸治、1971年10月9日審査・公開（成人映画・映倫番号 16936）
- 『SEX泥棒』 : 監督森史郎、主演真湖道代・武藤周作、1971年10月26日審査・公開（成人映画・映倫番号 16953）
- 『裸女検査』 : 監督大滝翠、1971年11月10日審査・公開（成人映画・映倫番号 16982）
- 『夜の訪問者 のぞき魔』[46][51]（『のぞき魔』[5][13]、改題『痴漢変態魔』[13]） : 製作・企画清一世、監督・脚本山本晋也、主演真湖道代・白川和子、配給新東宝興業、1971年11月10日審査・公開（成人映画・映倫番号 16963） - 製作、65分の上映用ポジプリントをNFCが所蔵[51]
- 『高校生と女教師』 : 監督栗原秀児（栗原幸治）、1971年12月3日審査・公開（成人映画・映倫番号 不明）
- 『十七才の性モラル』[46]（『17才の性モラル』[5]） : 監督三古谷双三九[52]（三小谷双三[5][13]・古小谷双三[46]とも）、1971年12月10日審査・公開（成人映画・映倫番号 17019）

### 1972年
- 『ヤングSEX 乱行処理』[14]（『ヤングSex 乱交処理法』[48]） : 監督山本晋也、脚本山田勉、主演篠原千恵、配給新東宝興業、1971年12月10日審査・1971年1月公開（成人映画・映倫番号 17007） - 製作、『ヤングSex 乱交処理法』題の上映用ポジプリントをNFCが所蔵[48]
- 『愛人関係 甘い体験 特殊三角関係』[48]（『特殊三角関係』[14]） : 監督山本晋也、配給新東宝興業、1971年12月25日審査・1971年1月公開（成人映画・映倫番号 17036） - 製作、『愛人関係 甘い体験 特殊三角関係』題の上映用ポジプリントをNFCが所蔵[48]
- 『女子中学生の性犯罪』 : 監督大野裕司、1971年12月25日審査・公開（成人映画・映倫番号 不明）
- 『温泉女中うら話』[5][14]（『温泉女中裏話』[46]） : 監督栗原幸治（栗原秀光[5]）、主演杉村久美・有沢真佐美、1971年12月25日審査・1971年2月公開（成人映画・映倫番号 17042）

- 『若妻婚外プレイ』 : 監督山本晋也、1972年2月19日審査・同月公開（成人映画・映倫番号 17104）
- 『女湯・男湯』 : 監督鶴川耕三、1972年3月公開（成人映画・映倫番号 17069）
- 『絶妙のテクニック』 : 監督栗原幸治（栗原秀光[5]）、1972年3月4日審査・同月公開（成人映画・映倫番号 17118）
- 『愛と悦びの官能』 : 監督大滝翠、1972年3月4日審査・同月公開（成人映画・映倫番号 17131）
- 『ラブ・ストーリイ』[47]（『ラブ・ストーリー』[5][14]） : 監督堀越善明、1972年4月10日審査・同月公開（成人映画・映倫番号 17157）
- 『スペシャル教育』 : 監督山本晋也、1972年4月10日審査・同月公開（成人映画・映倫番号 17148）
- 『新・痴漢術』 : 監督山本晋也、配給新東宝興業、1972年5月10日審査・同月公開（成人映画・映倫番号 17180） - 製作、上映用ポジプリントをNFCが所蔵[48]
- 『セックス(禁)秘話』[5]（『セックス(秘)話』[14]） : 監督関孝二、1972年5月公開（成人映画・映倫番号 17182）
- 『狂気の欲情』 : 監督山本晋也、1972年5月10日審査・同月公開（成人映画・映倫番号 17197）
- 『失神レポート セックスが最高よ』 : 監督南雲孝、1972年5月公開（成人映画・映倫番号 17211）
- 『夜と昼の情炎』 : 監督栗原秀児（栗原秀光[5]）、1972年6月12日審査・同月公開（成人映画・映倫番号 17207）
- 『蛇女の熱い肌』 : 監督山本晋也、1972年6月5日審査・同月公開（成人映画・映倫番号 17221）
- 『裸・ザ・ヌード』 : 監督中川亘、1972年6月公開（成人映画・映倫番号 17228）
- 『ポルノ強盗』 : 監督堀越善明、1972年7月公開（成人映画・映倫番号 17253）
- 『乳房』 : 監督山本晋也、1972年7月公開（成人映画・映倫番号 17271）
- 『蛇淫』 : 監督小森白、1972年7月公開（成人映画・映倫番号 14977）
- 『変態家族』 : 監督関孝二、1972年8月公開（成人映画・映倫番号 17244）
- 『無防備の肌』[5]（『無防備の女』[14]） : 監督堀越善明、1972年8月公開（成人映画・映倫番号 17293）
- 『ヤングレディ 性生活』 : 監督山本晋也、1972年8月公開（成人映画・映倫番号 17302）
- 『暴走する19才』 : 監督栗原秀光[5][14]、1972年9月公開（成人映画・映倫番号 17334）
- 『誕生の美学』 : 監督前田達雄、1972年9月公開（成人映画・映倫番号 不明）
- 『一夜妻の寝言』[5]（『一夜妻の寝事』[14]） : 監督山本晋也、主演美矢かほる、1972年10月公開（成人映画・映倫番号 17348）
- 『スケバン女高生 性と非行』 : 監督山本晋也、1972年10月公開（成人映画・映倫番号 17380）
- 『OL秘密クラブ』 : 監督堀越善明、1972年11月公開（成人映画・映倫番号 17394）
- 『失神しびれくらげ』[5]（『失神しびれくらべ』[14]） : 監督中田耕二、1972年11月公開（成人映画・映倫番号 17360）
- 『夜昼しびれ泣き』 : 監督関孝二、1972年11月公開（成人映画・映倫番号 17358）
- 『女体列島改造』 : 監督山本晋也、脚本山田勉、主演真湖道代、配給新東宝興業、1972年11月公開（成人映画・映倫番号 17411）
- 『痴漢365』 : 監督山本晋也、主演真湖道代、配給新東宝興業、1972年12月公開（成人映画・映倫番号 17481） - 製作、上映用ポジプリントをNFCが所蔵[48]
- 『暴行凶悪犯』 : 監督堀越善明、1972年12月公開（成人映画・映倫番号 17441）

### 1973年
- 『喜劇女湯騒動』 : 監督山本晋也、配給新東宝興業、1973年1月公開（成人映画・映倫番号 17450） - 製作、上映用ポジプリントをNFCが所蔵[48]
- 『女囚刑務所』 : 監督鶴川耕三、1973年1月公開（成人映画・映倫番号 不明）
- 『日本猟奇事件』（改題『谷ナオミ 緊縛』『日本猟奇人身御供 日本猟奇事件より』[15]） : 企画清一世、監督小森白・山本晋也・堀越善明、脚本西田洋、主演谷ナオミ・宮下順子・大月麗子、配給新東宝興業、1973年1月公開（成人映画・映倫番号 17489） - 製作、『日本猟奇事件』題で80分の上映用ポジプリントをNFCが所蔵[49][53]
- 『女高生 花ひらく十七才』[48]（『花開く十七才』[15]『女高生 花ひらく17才』） : 監督山本晋也、脚本山田勉、主演城新子、配給新東宝興業、1973年2月公開（成人映画・映倫番号 17497） - 製作、『女高生 花ひらく十七才』題の上映用ポジプリントをNFCが所蔵[48]
- 『少年鑑別所 制服の牙』[48]（『制服の牙』[15]） : 監督堀越善明、配給新東宝興業、1973年2月公開（成人映画・映倫番号 17512） - 製作、『少年鑑別所 制服の牙』題の上映用ポジプリントをNFCが所蔵[48]
- 『裸身の未亡人』 : 監督中川亘、1973年3月公開（成人映画・映倫番号 17511）
- 『ポルノ公害』 : 監督山本晋也、1973年3月公開（成人映画・映倫番号 17532）
- 『痴漢大学』 : 監督山本晋也、配給新東宝興業、1973年4月公開（成人映画・映倫番号 17582） - 製作、上映用ポジプリントをNFCが所蔵[48]
- 『女のセックス暴力』 : 監督栗原秀光[5][15]、配給新東宝興業、1973年4月公開（成人映画・映倫番号 17548） - 製作、上映用ポジプリントをNFCが所蔵[48]
- 『必殺!! セックス仕掛人』[48]（『必殺セックス仕掛人』[15]） : 監督堀越善明、配給新東宝興業、1973年5月公開（成人映画・映倫番号 17613） - 製作、『必殺!! セックス仕掛人』題の上映用ポジプリントをNFCが所蔵[48]
- 『失神モーテル 強烈のぞき穴』 : 監督山本晋也、1973年5月公開（成人映画・映倫番号 17624）
- 『性宴幼な妻』 : 監督栗原幸治[15]（栗原孝治[5]）、配給新東宝興業、1973年6月公開（成人映画・映倫番号 17640） - 製作、上映用ポジプリントをNFCが所蔵[48]
- 『毒牝の怨み節』[48]（『毒牝怨み節』[15]） : 監督小川卓寛、配給新東宝興業、1973年6月公開（成人映画・映倫番号 17637） - 製作、『毒牝の怨み節』題の上映用ポジプリントをNFCが所蔵[48]
- 『実験記録 同居雑婚』[48]（『実録記録 同居雑婚』[15]） : 監督原良輔、配給新東宝興業、1973年7月公開（成人映画・映倫番号 17687） - 製作、『実験記録 同居雑婚』題の上映用ポジプリントをNFCが所蔵[48]
- 『乱行壺びらき』 : 監督堀越善明、1973年7月公開（成人映画・映倫番号 17705）
- 『告白手記 母という女』 : 監督小川欽也、1973年8月公開（成人映画・映倫番号 17726）
- 『助平野郎なみだ節』 : 監督原良輔、配給新東宝興業、1973年8月公開（成人映画・映倫番号 17734） - 製作、上映用ポジプリントをNFCが所蔵[48]
- 『スケバン 内腿リンチ』 : 監督堀越善明、1973年9月公開（成人映画・映倫番号 17770）
- 『パックリだまし上手』 : 監督小川欽也、配給新東宝興業、1973年9月公開（成人映画・映倫番号 17782） - 製作、上映用ポジプリントをNFCが所蔵[48]
- 『競艶ホストクラブの女』 : 監督秋山駿、1973年10月公開（成人映画・映倫番号 17431）
- 『ヤング混棲時代』[48]（『混棲時代』） : 監督堀越善明、主演桜マミ、配給新東宝興業、1973年10月公開（成人映画・映倫番号 17806） - 製作、『ヤング混棲時代』題の上映用ポジプリントをNFCが所蔵[48]
- 『スケこまし 夜の仕置人』 : 監督黒木剛、1973年11月公開（成人映画・映倫番号 17819）
- 『二匹の牝獣』 : 監督小川欽也、1973年11月公開（成人映画・映倫番号 17832） - 製作、上映用ポジプリントをNFCが所蔵[48]
- 『実録拷問性犯罪』 : 監督堀越善明、配給新東宝興業、1973年12月公開（成人映画・映倫番号 17883） - 製作、上映用ポジプリントをNFCが所蔵[48]
- 『勤務中セックス』 : 監督黒木剛、配給新東宝興業、1973年12月公開（成人映画・映倫番号 17897） - 製作、『OL勤務中SEX』題の上映用ポジプリントをNFCが所蔵[48]